# プロ・リーグ
プロ・リーグ (Pro League) は、1974年設立のベルギーのNPO法人。同国のプロサッカークラブ及びその代表者らによって構成される。プロ1部リーグ・2部リーグ・ベルギースーパーカップに関してベルギーサッカー協会に運営権を委任されており、ベルギーカップではラウンド32以降の運営を担当する。また2部リーグとつながるアマチュアカテゴリーの統括組織とも連携している。

## 概要
プロ・リーグの主な活動内容は、ベルギーにおけるプロサッカーの発展支援、そのクオリティを保証する事である。1974年当時、国内サッカーとそのプロ化を牽引していた3人のクラブ経営者、 RSCアンデルレヒト会長のコンスタン・ヴァンデン・ストック、クルプ・ブルッヘKV会長のフェルナント・デ・クレルク、Rスタンダール・ドゥ・リエージュ会長のロジェ・プティによってプロ・リーグが創設され、プティが初代会長に選ばれた。1997年にはヨーロピアン・プロフェッショナル・フットボールリーグスに加盟している。かつてはフランス語で「リーグ・プロフェシオネル・ドゥ・フットボール」 (リーグ・プロ)、オランダ語で「リーハ・ベループスフードバル」 (プロフリーハ)という名称だったが、2008年10月6日の会議で「プロ・リーグ」に統一された。なお、両言語の旧名称はメディアで現在もよく使われる。

## 歴史
1970年代にベルギーではセミプロ状態だった1部リーグの完全プロ化を求める声が高まり、1972年に15のプロライセンス保有クラブによって、Groupement du Football Professional Belge が誕生した。これが1974年2月にリーグ・プロ/プロフリーハとなり、同年ベルギーで最初の完全なプロサッカーリーグが開催された。当初、プロ・リーグは移籍ルールや選手契約に関する規定の作成を協会から任されていた。当時からプロライセンスを持たないクラブの加盟は一切認めていない。

現行の「プロ・リーグ」の名称が付けられたのは2008年であるが、同時にベルギー1部リーグの名称は、ジュピレル・プロ・リーグに統一され、それまで言語別に複数存在していたリーグ名称は、公式的に使用されないことが多くなった。その後、サッカー協会からスーパーカップ運営権も委託されている。この頃から、プロサッカーリーグ1部・2部の運営方針に強い発言力を持つようになってきた。

1974-75シーズンに過去最大規模に膨れ上がったクラブ数は、すぐに20クラブから18クラブに削られ、21世紀に入っても標準的なサイズであり続けた。だが2008年、プロ・リーグは翌2009-2010シーズンからの16クラブ制移行を決定し、さらに論議を呼んだプレーオフもこのシーズンに導入された。また、現代のヨーロッパサッカーで最大の収入源となっているテレビ放送権料についても、プロ・リーグが有料テレビ局との交渉の窓口に立っている。テレビ局の意向を反映した日程を作成し、試合が開催される曜日やキックオフ時間は、視聴率を意識した構成になっている。

## 内紛
プロ・リーグはふだん競争関係にあるクラブの集まりであり、意見対立が頻繁に起きている。

### ビッグクラブ vs スモールクラブ
概して大きなクラブほど、1部のクラブ数を減らして競技水準や注目度を上げ、入場料・放送権料収入も高めようという考えが強いが、これには弱い立場のスモールクラブやプロヴィンチアが反発している。1990年代後半から2000年代前半にかけて、アンデルレヒト会長ミシェル・ヴェルシューレンから以下のような提案が出され、当時のプロ・リーグ会長エディー・ワウテルスらとの対立が深まった。
- ビッグクラブにはスモールクラブよりも多い投票権を与える[3]
- ベルギーとオランダのトップクラブによる「BeNe-Liga」を創設する[4]

いずれもスモールクラブの利害に反するビッグクラブ本位の提案であり、ワウテルス会長だけでなく大半のスモールクラブが反発し、否決され最終的に立ち消えとなった。ちなみにオランダとの「合作」は女子サッカーリーグで2010年代に実現したのだが、わずか3シーズンで解消されている。2003年にこの両派は一時的に和解した。

### TV放送権料トラブル
また2001年にスタンダール・ドゥ・リエージュの会長アルフォンス・コンスタンティンは、プロ・リーグからの離脱をほのめかした。原因は、高視聴率が見込めるクルプ・ブルッヘKVとの伝統の一戦が午後3時に行われたため規定に抵触し、テレビ中継できなかったことにある。大きな経済的損失を被ったとして、コンスタンタンはクルプ・ブルッヘに対する罰金処分を要求したが、これは最終的に却下された。

### 16クラブ制とプレーオフ導入
2002年、コンスタンの息子でRSCAとプロ・リーグ会長も歴任したロジェ・ヴァンデン・ストックは、プロ化以降最小規模となる14クラブ制への削減を求め、それ自体は実現しなかったものの、 影響は残った。そして2008年5月、プロ・リーグが提案した16クラブ制移行とプレーオフ導入がベルギーサッカー協会から承認され、正式決定する。 このプレーオフ導入は多くのベルギーメディアから批判されたが、特にリーグ優勝とUEFAチャンピオンズリーグ出場権を争うプレーオフ1 (別名チャンピオンズ・プレーオフ)において、「レギュラーシーズンの勝ち点を2で割った状態からスタートする」という方式が不評だった。プロ・リーグ内部においても、アンデルレヒト会長ヘルマン・ヴァン・ホルスベークとKAAヘント会長イヴァン・デ・ウィッテが、この方式に否定的な意見を述べている。

### クラブ数削減論争
2015年は協会が1部リーグの正式名称をマイナーチェンジした年だったが、先立つ1年間は1部と2部のクラブ数をめぐる論争が激化した。やはり試合の質を高めたいと願うビッグクラブ陣営のひとり、スタンダール会長のローラン・デュシャトレが12クラブ制を提案したが、プロ・リーグで否決された。するとデュシャトレはプロ・リーグ会長ミシェル・デュポンを批判するとともに、またもやスタンダールの脱退を仄めかしたのである。ヘント会長デ・ウィッテとアンデルレヒト会長ヴァンデン・ストックは歩調を合わせ、間を取って14クラブ制を求めたのだが、最終的に2015-16シーズンからディヴィジオン1A/エールステ・クラッセAは16クラブ、ディヴィジオン1B/エールステ・クラッセBは8クラブとすることで、決着がついた。

## 2部リーグに関する論争
ベルギー2部リーグは財政基盤の弱体なクラブが多く、1部リーグ以上に問題が山積している。2020年代に入って、数多くのクラブが存続のため外資に身売りを行った。2019年夏にプレーオフ維持派陣営のひとり、KRCヘンク会長ペーテル・クローネンがプロ・リーグ新会長に選出され、競技面の改善を目指して2部リーグのフォーマット改革が盛んに議論されるようになった。 

### コロナ禍と臨時18クラブ制
だが予期せぬ事態が起こった。Covid-19流行による2019-2020シーズン途中打ち切りである。この時点では1部と2部の昇降格枠は1つだけ、1部レギュラーシーズン16位 (最下位)と2部リーグの昇格プレーオフ勝者の入れ替えだけだった。中断時点ではワースラント＝ベフェレンが1部最下位だったのだが、もしシーズンが最下位されずに打切りとなった場合、ベフェレンをその順位のまま自動降格させるべきかどうかの論議が巻き起こり、2部は2部でKベールスホットVAとOHルーヴェンのプレーオフ決勝第2戦がまだ終わっていなかったので、優勝・昇格クラブが未定のまま中断していた。再開のめどがつかない状況では、ベフェレンの残留と2クラブ昇格により、18クラブ制を復活させるのもやむなし、という意見が出始めた。
2020年5月15日、プロ・リーグ総会で80%の賛成を得てシーズン打切りが決定。ここから約2年間ベフェレン、ルーヴェン、ベールスホットが1部リーグの座を得るため法廷闘争を開始し、結局プロ・リーグと協会は18クラブ制への「臨時回帰」を決定した。ただしこれはコロナ禍による緊急措置なので、2シーズンまたは3シーズンかけてクラブ数を削減し、近い将来16クラブ制に戻すことを前提としたものである。

### クラブライセンス問題とリザーブチーム参戦
2019-2020シーズンのベルギー2部リーグに所属した全8クラブ中、実に7クラブが1部昇格に必要なプロライセンスを取得していなかった。 そしてKSCロケレンが破産し消滅、KSVルーセラーレとRエクセルシオール・ヴィルトンは2部ライセンス更新要件を満たせずに除名、アマチュアリーグ降格となる。 その結果アマチュア最上位の3部リーグで優勝したKMSKデインズだけにとどまらず、さらに同3位のRFCスラン、6位RWDモレンベーク （5479）も2部リーグライセンスを取得したため、プロ2部リーグへの昇格を認められた。
前述のコロナ禍緊急措置で1部リーグが18クラブに増加し、ベフェレンの降格はなくなったために、残り1つの空席にリールセ・ケムペンゾネンが3部から昇格させられた。ライセンスを取得できる経済力を持つクラブが年々減少する中、プロ・リーグと協会はクルプ・ブルッヘKVのリザーブチーム「クルプNXT」の2部リーグ参加を承認した。ここから1部リーグ所属クラブのリザーブチーム参加が急激に増加していくのだが、その端緒となった出来事でもある。

## 加盟クラブの義務
1. 法人格を所有
2. ベルギーサッカー協会プロライセンスを所有
3. 1部リーグ昇格に必要な要件を満たす
4. チーム昇格条件となる成績を満たす
5. 保湿性のある良質な芝または人工芝のピッチ、スタジアムの暖房システム、多様な天候・気象条件下で試合ができるスタジアムを所有

## 会長
- 1974–1981: ロジェ・プティ
- 1981–1986: ミシェル・ドーゲ（オランダ語版）
- 1986–1996: ロジェ・ヴァンデン・ストック
- 1996–1999: エディー・ワウテルス
- 2001–2007: ジャン＝マリー・フィリップス（オランダ語版）
- 2007–2012: イヴァン・デ・ウィッテ
- 2012–2013: ロニー・ヴェルヘルスト（オランダ語版）
- 2013:ジョゼ・ズルストラッセン
- 2013–2014: ミシェル・デュポン
- 2014–2015: ペーテル・カゲブール（オランダ語版） (臨時)
- 2015–2018: ロジェ・ヴァンデン・ストック（オランダ語版）
- 2018–2019: マルク・カウケ（オランダ語版）
- 2019–2021: ペーテル・クローネン（オランダ語版）
- 2022:フィンセント・マナールト（オランダ語版） & ワウテル・ヴァンデンハウテ（オランダ語版） (臨時)

## CEO
- 2007-2015：ルートウィフ・スネイエルス
- 2015-2022：ピエール・フランソワ（オランダ語版）
- 2022- ：ローリン・パレイス（オランダ語版）